# AT&T Southwest
AT&T Southwest es una empresa de telecomunicaciones estadounidense, con sede en San Antonio (Texas), y forma parte del holding AT&T.

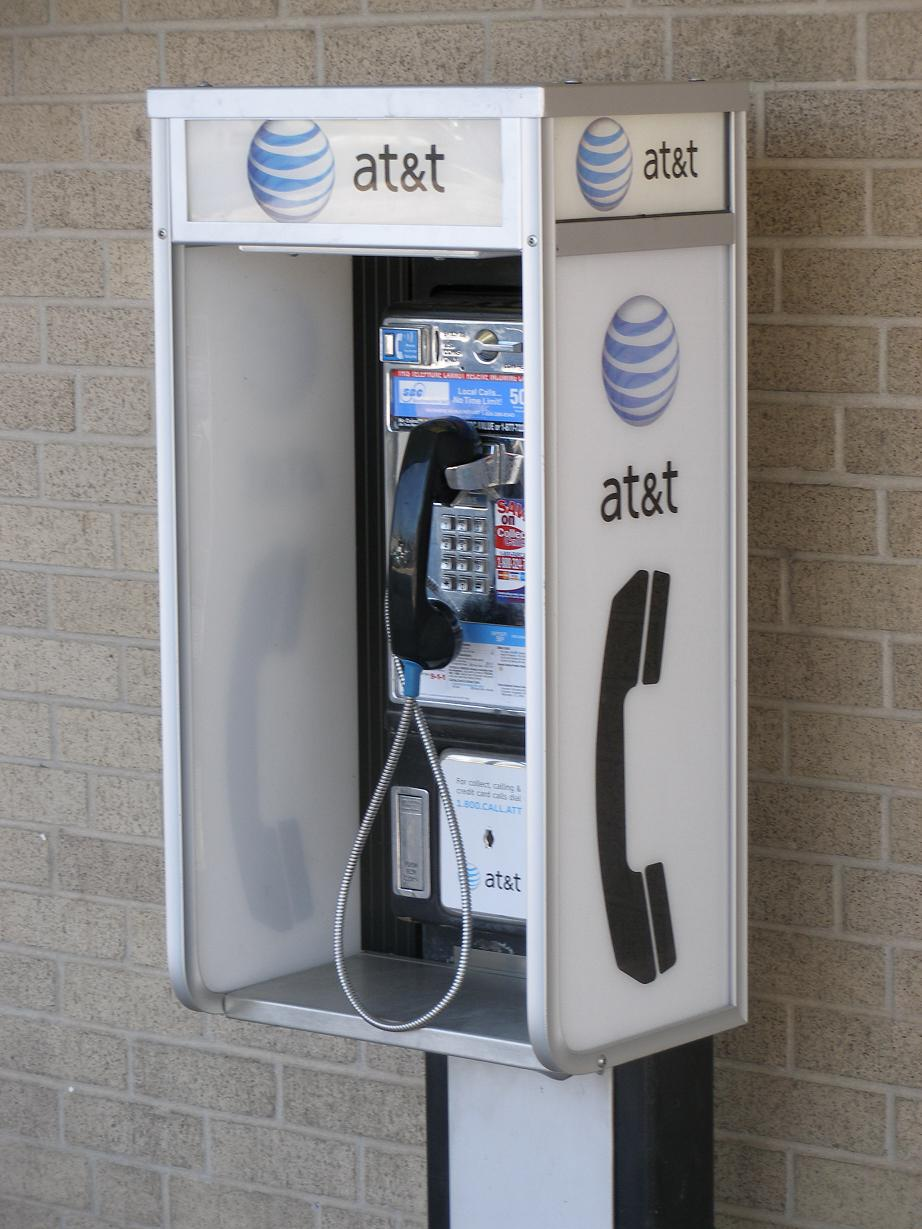
Teléfono de pago en el exterior de las oficinas de la AT&T en San Antonio, Texas.

La empresa fue conocida -hasta 2005- como Southwestern Bell Telephone Company que era el nombre comercial de Southwestern Bell Telephone, L.P..

## Historia

Logo de la desaparecida Southwestern Bell.

Southwestern Bell fue fundada en 1920 para asumir el control las operaciones de telefonía y telegrafía de las empresas Southwestern Telegraph & Telephone Co. y The Bell Telephone Company of Missouri, entre otras. En ese entonces, era la más grande unidad operativa de las 22 compañías que componían el Sistema Bell, que prestaba servicios de telefonía local en gran parte de los Estados Unidos. 
El Sistema Bell, propiedad de AT&T, gozó del monopolio en el servicio telefónico hasta el 8 de enero de 1982, cuando se resolvió una demanda contra esta práctica, por parte del Departamento de Justicia de los Estados Unidos. Este último determinó que AT&T se separaría de sus compañías de servicios operativos locales. Así, el 1 de enero de 1984 las empresas del Sistema Bell fueron separadas en siete Compañías Operativas Regionales Bell, independientes unas de otras, conocidas como "Baby Bells". 
Después de la desintegración de AT&T en 1984, Southwestern Bell Telephone Company fue manejado por Southwestern Bell Corporation, que era la más pequeña de las siete Compañías Operativas Regionales Bell. Pese a la similitud en el nombre, ambas empresas eran diferentes entre sí. En 1995 cambió su nombre a SBC Communications Inc, para ampliar su cobertura a otras áreas del país.
Después de adquirir Pacific Telesis Group en 1997; Southern New England Telecommunications en 1998, y Ameritech en 1999, SBC Communications Inc. decidió asociar su nombre corporativo a sus empresas. Así, una serie de cambios en las marcas comerciales llevó a que en 2002, SBC fuese el nombre genérico para todas las compañías del grupo. Sin embargo, este cambio no afectó a Southwestern Bell Telephone Company sino hasta 2003, fecha en que esta última se convirtió en una compañía matriz que agrupaba a otras cinco empresas de telefonía local de los estados de Arkansas, Kansas, Misuri, Oklahoma y Texas, tomando el nombre de Southwestern Bell Telephone, L.P.
A fines de 2005, SBC Communications concreta la adquisición y fusión con AT&T Corp, en una operación avaluada en US$ 16 billones, y cambia su nombre a AT&T Inc. 
En 2006, Southwestern Bell Telephone, L.P. cambia su marca comercial a AT&T Southwest.
- Datos: Q3301294
- Multimedia: Southwestern Bell / Q3301294